# 清官
清官（せいかん）とは、前近代中国の官僚において清廉とされていた人々のことを指す。

## 概要
元来は九品官人法において、名門貴族のみが就く事が出来る上位の官品を持つ官職のことを指した。清官の中には名目だけの閑職も少なくは無かったが、その一方で清官でかつ重要性の高い官職を清要官（せいようかん）とも称した。後においては職権を用いた利殖行為を行わず名声を得た官僚や公平な裁判を行う官僚のことを指すようになった。（対義語は前者は濁官、後者は貪官である）。もっとも、それを決定づけるのは名望家を中心とした民間の輿論であったこと、「三年清知府、十万雪花銀（3年間清廉な知府を務めたならば10万両の銀を得ることが出来る）」という諺が存在したように、その清廉さも名望家輿論の間で許容される範囲内での役得や利殖を得ることまでは否定されない（普通の官僚としての報酬のみでは3年務めても10万両の銀を得ることは不可能である）など、非常に曖昧なものであった。更に清官を持ち上げること自体が、皇帝とその官僚による専制と搾取の実態の隠蔽にしか過ぎないとする見方もあり、皇帝体制が崩壊に向かいつつあった清朝末期に書かれた『老残遊記』には「清官の尤も恨むべきを、人多く知らず」と痛烈に批判している。